# Miothomisus
Miothomisus Zhang, Sun & Zhang, 1994 è un genere di ragni fossili appartenente alla famiglia Thomisidae.

## Caratteristiche
Genere fossile risalente al Neogene. I ragni sono costituiti da parti molli molto difficili da conservare dopo la morte; infatti i pochi resti fossili di aracnidi sono dovuti a condizioni eccezionali di seppellimento e solidificazione dei sedimenti.

## Distribuzione
Le specie sono state rinvenute nel giacimento cinese di Shanwang, nella regione orientale dello Shandong.

## Tassonomia
A febbraio 2015, di questo genere fossile sono note due specie:
- Miothomisus subnudus Zhang, Sun & Zhang, 1994 †, Neogene
- Miothomisus sylvaticus Zhang, Sun & Zhang, 1994[2] †, Neogene